# Cystolepiota pseudogranulosa
Cystolepiota pseudogranulosa är en svampart som först beskrevs av Berk. & Broome, och fick sitt nu gällande namn av David Norman Pegler 1986. Cystolepiota pseudogranulosa ingår i släktet Cystolepiota och familjen Agaricaceae.   Inga underarter finns listade i Catalogue of Life.